# Hôpital du Panthéon
L'hôpital du Panthéon est un hôpital créé en 1914 à Paris par Émile Chautemps, sénateur et médecin qui œuvra à doter la capitale d'une organisation sanitaire efficace. Il est installé au 18 rue Lhomond, dans une partie des locaux abandonnés à l'été 1913 par les jésuites de l’école Sainte Geneviève, et dépend de l'hôpital d'instruction des armées du Val-de-Grâce.
Émile Chautemps y meurt le 10 décembre 1918.
Après la guerre, entre 1927 et 1937, l'hôpital est désaffecté puis, après avoir servi un temps de dortoir pour les élèves de l’école polytechnique, démoli pour être remplacé par les bâtiments des ateliers de physique-chimie de l’École normale supérieure.